# Bandera de Portuguesa
La Bandera de Portuguesa (Veneçuela) és oficial des del 25 de juliol de 1996.
està composta per tres franges horitzontals: blava la superior, blanca la central i verda la inferior. El color blau representa la volta celeste del firmament com a referència espiritual de l'home llanero en la seva dimensió humana (la seva vida, els seus costums, tasques quotidianes). El color blanc representa la prístina puresa, l'harmonia on s'uneix el món material i el món espiritual per als més nobles propòsits. El color verd representa l'exuberant riquesa natural i agropecuària de l'estat, escenari per a l'esforç i el treball dels seus habitants. En la franja superior apareix un sol groc que irradia raigs de llum, símbol de poder, de riqueses, de dinamisme i de generositat, inspirat en la figura geomètrica de l'art aborigen, que representa la continuïtat històrica del poblament de l'estat. Energia creadora dels seus habitants com a força viva que garanteix la fe en l'avenir.